# Martin Schwanholz

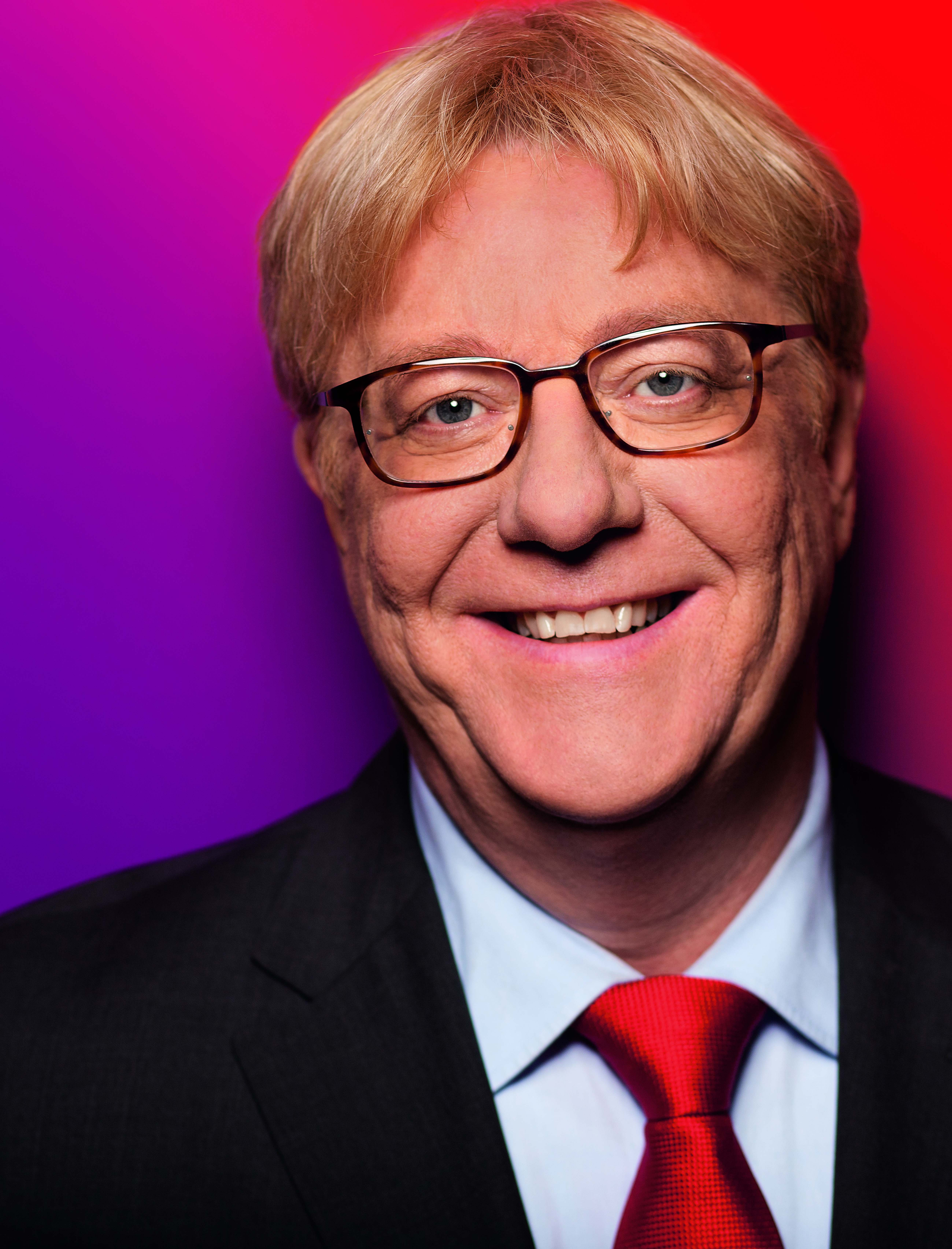
Martin Schwanholz (2013)

Martin Schwanholz (* 19. Juni 1960 in Stirpe) ist ein deutscher Politiker (SPD).

## Leben und Beruf
Geboren und aufgewachsen ist Martin Schwanholz in Stirpe, Gemeinde Bohmte, im Landkreis Osnabrück. Nach der Mittleren Reife absolvierte Schwanholz zunächst eine Ausbildung zum Kaufmann im Groß- und Außenhandel. Anschließend folgten Tätigkeiten in der Wirtschaft, zuletzt in leitender Funktion in der Verkaufsabteilung eines mittelständischen Unternehmens. Nebenberuflich erwarb Schwanholz die Hochschulzugangsberechtigung und schloss ein Studium der Wirtschafts- und Sozialwissenschaften in Osnabrück an, das er als Diplom-Sozialwirt beendete. Nach einer Spezialisierung an der Freien Universität von Amsterdam erfolgte seine Promotion zum Doktor der Wirtschafts- und Sozialwissenschaften.
In den Jahren 1997 bis 2002 war Martin Schwanholz als Dozent und wissenschaftlicher Mitarbeiter für Politische Wissenschaft und Europäische Studien an der Universität Osnabrück tätig. Seit 1999 war er zusätzlich Lehrbeauftragter für Wirtschafts- und Sozialwissenschaften am Institut für Öffentliches Management an der Fachhochschule Osnabrück.

## Abgeordneter
Von 2002 bis 2013 war Schwanholz Mitglied des Deutschen Bundestages.
2002 und 2005 gewann er das Direktmandat für den Wahlkreis Osnabrück Stadt. Der Wahlkreis umfasst die Stadt Osnabrück sowie Belm, Georgsmarienhütte, Hagen, Hasbergen und Wallenhorst. 2009 zog er über die Landesliste der SPD Niedersachsen zum dritten Mal in den Deutschen Bundestag ein. Neben dem Wahlkreis Osnabrück Stadt betreute er zuletzt die Wahlkreise Osnabrück Land und Mittelems.
Ab 2012 war Martin Schwanholz ordentliches Mitglied im Ausschuss für Wirtschaft und Technologie des Deutschen Bundestages und stellvertretendes Mitglied im Ausschuss für die Angelegenheiten der Europäischen Union. Für die SPD-Bundestagsfraktion war er dort als Berichterstatter zuständig für das Thema Europa.
Von 2002 bis 2012 fungierte Martin Schwanholz als ordentliches Mitglied im Ausschuss für die Angelegenheiten der Europäischen Union. Zuletzt hat er sich dort als Berichterstatter mit den Themen Wirtschafts- und Innovationspolitik, Energiepolitik, Forschung, Informationsgesellschaft/Telekommunikation, Klimapolitik, Umweltschutz und Reaktorsicherheit beschäftigt.
Zudem war Martin Schwanholz Mitglied in den Arbeitsgruppen Demokratie und Energie der SPD-Bundestagsfraktion. Er gehörte als stellvertretendes Mitglied der Parlamentarischen Versammlung des Europarates an.
Schwanholz engagierte sich in der Deutsch-Französischen Parlamentariergruppe, der Deutsch-Niederländischen Parlamentariergruppe sowie der Europa-Union Parlamentariergruppe Deutscher Bundestag. Er zählt zu den Mitgliedern des Netzwerk Berlin und ist Herausgeber der Berliner Republik.

## Ehrenamtliches Engagement
Ehrenamtlich ist Martin Schwanholz u. a. für die Europa-Union Deutschland, die Kooperationsstelle Hochschulen-Gewerkschaften, die Äthiopienhilfe, die Felix-Nussbaum-Gesellschaft aktiv.

## Mitglied in Vereinen und Verbänden
Martin Schwanholz ist Mitglied der Industriegewerkschaft Bergbau, Chemie, Energie (IG BCE), der Arbeiterwohlfahrt (AWO), der Deutschen Vereinigung für Politische Wissenschaft, des VfL Osnabrück und Raspo Osnabrück, dem Alumni Sozialwissenschaften Universität Osnabrück e. V. und in vielen weiteren sportlichen, politischen und sozialen Organisationen engagiert.

## Publikationen
- Demokratie erneuern, Demokratie leben, zusammen mit Hans-Peter Bartels und den Mitgliedern der AG Demokratie der SPD-Bundestagsfraktion, in: Berliner Republik, 4/2011.[11]
- Die Relevanz der Lissabon-Strategie für den Deutschen Bundestag – Eine gemischte Bilanz, zusammen mit Victoria Krummel, in: Integration. Vierteljahresschrift des Instituts für Europäische Politik in Zusammenarbeit mit dem Arbeitskreis Europäische Integration, 02/2009.
- Eine erneuerte Sozialdemokratie für Europa zusammen mit Garrelt Duin, in: Berliner Republik, 5/2006.
- Gefahr für Europa zusammen mit Garrelt Duin, in: Social Europe, 3/2005.
- „Wir brauchen alle“ – Sozialdemokratie und Bürgergesellschaft in: Friedrich-Ebert-Stiftung, Politische Akademie (Hrsg.): Die neue SPD. Menschen stärken – Wege öffnen, Bonn, 2004.
- Soziale Sicherheit gerecht und nachhaltig finanzieren, zusammen mit Sabine Bätzing, Hans-Peter Bartels u. a., Berlin, Juli 2003.
- Reformen für Arbeit und Gerechtigkeit, zusammen mit Sabine Bätzing, Hans-Peter Bartels u. a., Berlin, März 2003.
- The Social Dimension of the European Integration Process – History, Status Quo, Perspectives in: György Széll (Hrsg.): European Industrial Relations, Aldershot, 2001.
- Kommunale Demokratie im Wandel zusammen mit Ralf Kleinfeld und Rolf Wortmann, Osnabrück, 2000.
- Ways to social peace in Europe zusammen mit Klaus Busch, György Széll u. a., Osnabrück, 2000.
- Informationstechnologien im Wandel – Marktstrukturen – Aufholprozesse – Wettbewerbschancen Frankfurt a. M./ New York, 1998.
- Keine Panik!? - Eine Analyse der Situation der europäischen Halbleiterindustrie in: Computer 7-8/93.
- Die landespolitische Berichterstattung der Hannoverschen Allgemeinen Zeitung – Ein empirisches Pilotprojekt DII-Forschungsbericht 91/4, Osnabrück; zusammen mit Michael Wichers, Osnabrück, 1991.